# Ezeiza
Ezeiza é uma cidade da Grande Buenos Aires, na Argentina. É a cabeceira do partido de Ezeiza, e está situada no centro-norte do mesmo. A sua população é de 41 109 habitantes.

## História
- 1500: O território do Partido de Ezeiza estava habitado por distintas tribos de querandís dedicadas à caça e pesca
- 1536: Chega Pedro de Mendoza e é iniciada a luta contra os povos originários no território bonaerense.
- 1580: O território é desalojado.
- 1588. Começa a repartição das terras.
- 1758. Juan Guillermo González y Aragón, bisavô do general Manuel Belgrano, funda a estância "Los Remedios". Esta estância abrigou a primeira capela da zona, localizada nas proximidades do atual Centro Atômico Ezeiza.
- 1767. Chega ao lugar Gerónimo Ezeiza, que se casa com a neta do célebre alcaide de Buenos Aires, Pedro de Barragán, e formam uma ampla família. Com os anos, um de seus descendentes, José María Ezeiza, será proprietário de una quinta na zona.
- 1885. Falece José María e sua filha torna-se dona da Ferrovia Oeste e do prédio onde se levantaria uma estação, com a condição de que leve o nome de José María Ezeiza. As terras ricas e férteis se fracionaram, se formaram chácaras, quintas, povoações que cresceram e se desenvolveram com a chegada da ferrovia. O primeiro armazém de ramos generais pertenceu ao Senhor Oyanarte, onde também funcionava a estafeta de correios. A atividade também foi uma das principais do incipiente povoado e diariamente dois trens carregados de latões de leite partiam para Buenos Aires para sua comercialização.

Ezeiza foi parte do partido de Esteban Echeverría até dezembro de 1995, quando o então presidente Menem aprovou a sua divisão, criando assim o partido de Ezeiza, sendo Alejandro Granados seu primeiro intendente.

## Aeroporto
Na cidade de Ezeiza que está localizado o Aeroporto Internacional Ministro Pistarini que serve Buenos Aires em voos internacionais.

## Ligações Externas
- Sitio federal
- Sítio do Aeroporto Internacional Ezeiza